# Isonade

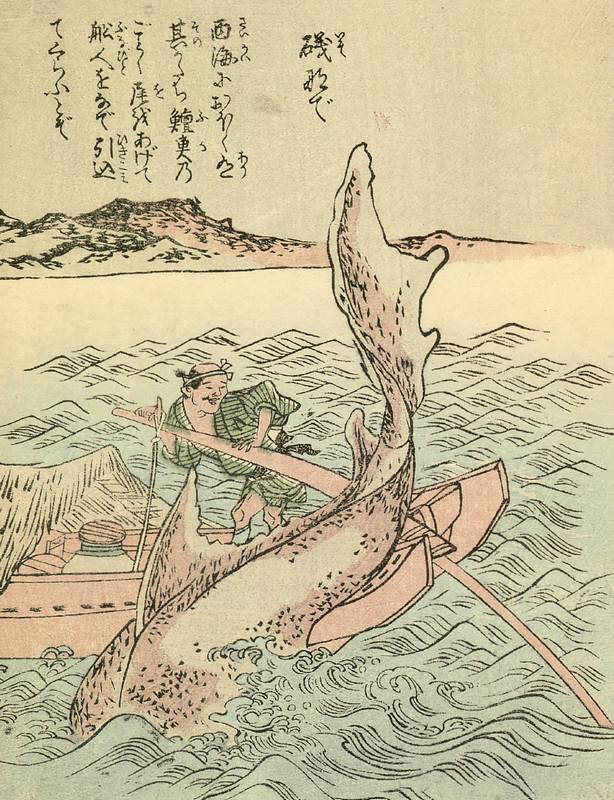
Isonade

Isonade (磯撫) est un énorme monstre marin, ressemblant à un requin. Il est censé vivre dans la mer, près de Matsuura et de la côte ouest du Japon. Quand il apparaît, on dit que souffle un vent de tempête. 
Son corps entier n'a jamais été vu car il se cache sous les vagues. Seule sa grande queue couverte de crochets ou d'hameçons apparaît. Il approche les bateaux furtivement et utilise sa queue pour accrocher les marins pour les entraîner au fond de la mer où il les dévore. Il peut aussi simplement utiliser sa queue pour renverser les bateaux.